# Four Brothers
Four Brothers (lit. ‘Quatre germans’) és una pel·lícula dels Estats Units dirigida per John Singleton el 2005 i protagonitzada per Fionnula Flanagan i per Mark Wahlberg.

## Argument
Els quatre germans Mercer són durs i grassos, crescuts en un ambient de carrer. Dos d'ells són blancs, l'impulsiu Bobby (Mark Wahlberg) i el roquer Jack (Garrett Hedlund), i els altres dos negres, el seductor Engel (Tyrese Gibson) i el pare de família i home de negocis Jeremiah (André Benjamin). Tot i això, no és gens important per a ells, ja que llurs llaços familiars, més enllà de la sang, són molt forts i es reconeixen com germans. Quan llur mare adoptiva, l'Evelyn, que va treure'ls del carrer i va tenir-ne cura, és assassinada durant un atracament en una botiga, els germans tornen a reunir-se durant el funeral a Detroit. Decidits a venjar-se'n, comencen a investigar la mort i s'adonen que va ser assassinada premeditadament per assassins professionals. Mentre segueixen la pista de l'assassí descobreixen que els seus antics mètodes de treballar els poden ser útils encara, ja que s'enfronten a un cas greu de corrupció que arriba fins a les esferes policials.

## Repartiment
- Mark Wahlberg
- Tyrese Gibson
- André Benjamin
- Garrett Hedlund
- Terrence Howard
- Josh Charles
- Chiwetel Ejiofor
- Sofia Vergara